# Tokarnia (Tatry Bielskie)
Tokarnia (niem. Drechslerberg, słow. Tokáreň, węg. Tokarnya-tető) – wybitny, rozległy masyw reglowy w Tatrach Bielskich o wysokości 1224 m n.p.m. Stanowi zakończenie środkowej z trzech północnych grani Bujaczego Wierchu (Bujačí vrch, 1956 m) i oddzielony jest od wznoszącego się w niej Gołego Wierchu (1346 m) szeroką przełęczą Ozielec, zwaną też Tokarską Przełęczą (Oželec, 1046 m).
Jest to jedno z największych reglowych wzniesień w całych Tatrach. Masyw Tokarni zajmuje obszar o wymiarach ok. 2,5 × 1,5 km, ograniczony:
- od północy Doliną Zdziarską (Ždiarska dolina),
- od wschodu doliną Kotlin (Kotliny),
- od południa Doliną za Tokarnią (Babia dolina, Babilovská dolina),
- od zachodu Doliną pod Koszary (dolina pod Košiare, dolina Tokárskeho potoka)[4].

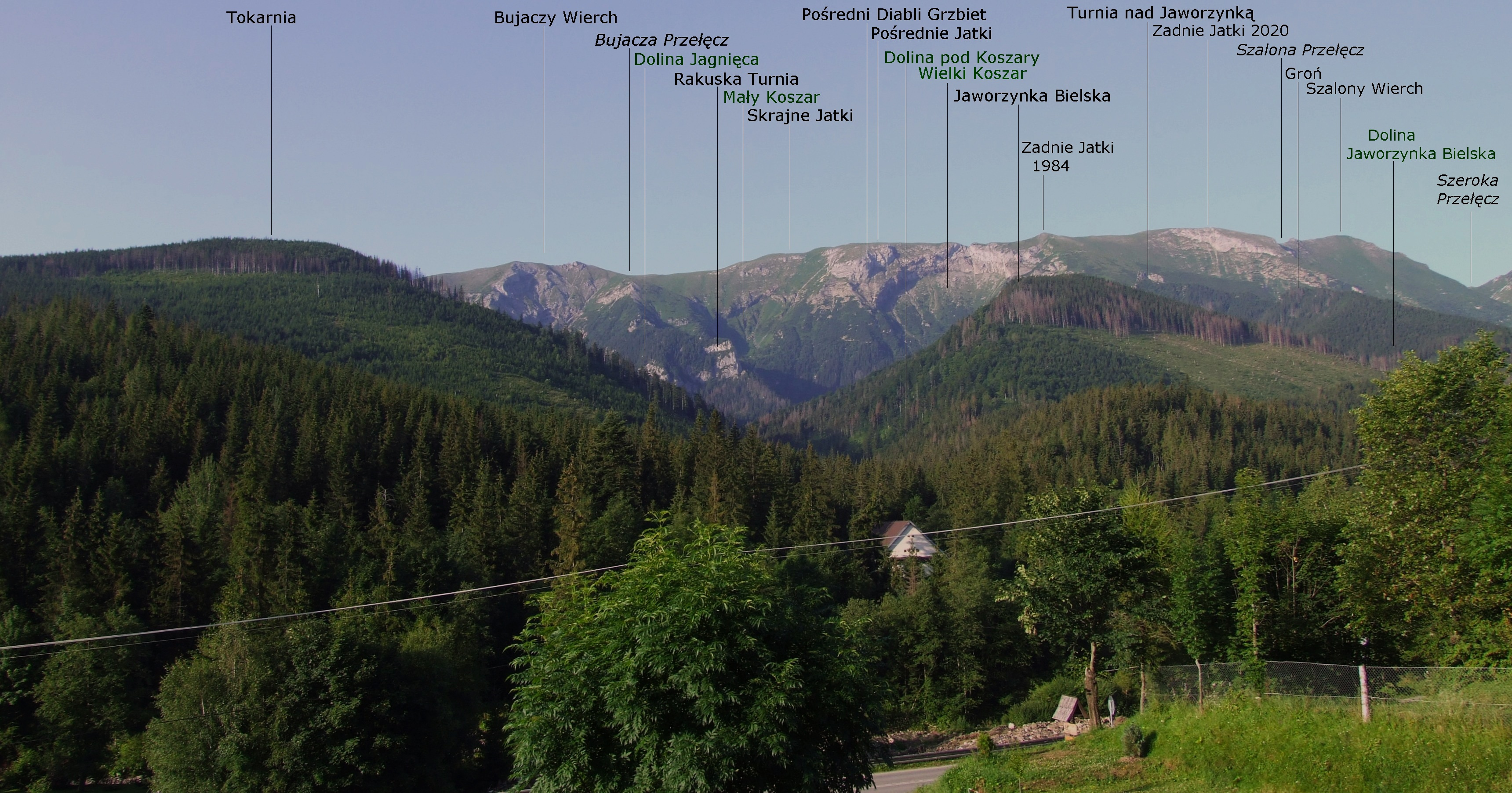
Widok na Tokarnię (po lewej stronie) ze Zdziaru

Kulminację Tokarni tworzy niemal poziomy, długi (ok. 1,2 km) grzbiet o przebiegu równoleżnikowym. Najwyższy punkt (1224 m) znajduje się na jego wschodnim krańcu (według wcześniejszego pomiaru 1213 m), skrajnie zachodni wierzchołek wznosi się natomiast na wysokość 1220 m (dawniejsza kota 1219 m). Pomiędzy nimi znajdują się jeszcze dwie kulminacje – o wysokościach 1220 m (w części zachodniej) i 1218 m (w części środkowej grzbietu). Po południowej stronie grzbietu Tokarni (ok. 100 m na wschód od punktu zwornikowego, z którego opada krótki grzbiet do Ozielca) wznosi się Tokarska Turniczka (1209 m). Jest to najwybitniejsza formacja skalna masywu, opadająca do Doliny za Tokarnią ścianą wysokości ok. 50 metrów.
Północne stoki Tokarni oraz okolice jej grani szczytowej (wraz z Tokarską Turniczką i pomniejszymi wychodniami skalnymi) utworzone są przez zlepieńce i piaskowce oligoceńskie. Jedynie dolne partie południowych stoków zbudowane są ze skał wapiennych wieku mezozoicznego, charakterystycznych dla większości obszaru Tatr Bielskich. Masyw Tokarni porośnięty jest mieszanymi lasami z przewagą świerka i dużym udziałem buka. Występuje tu też licznie jodła i modrzew, na Tokarskiej Turniczce także brzozy i limby. Część lasów na stokach została powalona przez wichury.
W masywie Tokarni istnieją liczne drogi leśne, wykorzystywane przy pracach związanych z uprzątaniem powierzchni powiatrołomowych oraz ścieżki używane przez myśliwych. Nie wyznaczono tu żadnych szlaków turystycznych, wskutek czego Tokarnia jest dla turystów niedostępna.